# Erik Andersson (moderat)
Nils Erik Folke Andersson, född 2 november 1974 i Italien, är en svensk politiker (moderat). Han var ordinarie riksdagsledamot 2014–2018, invald för Stockholms läns valkrets. Han är kommunstyrelsens ordförande i Täby kommun sedan november 2018.

## Biografi
Andersson har en son och bor i Täby. Han avlade en ekonomie kandidatexamen 2001 vid Södertörns högskola.
Andersson blev ordinarie riksdagsledamot i valet 2014, ett uppdrag som han avsade sig från och med 12 november 2018. Uppdraget som ordinarie riksdagsledamot övertogs då av Magdalena Schröder. I riksdagen var han suppleant i arbetsmarknadsutskottet, konstitutionsutskottet, riksdagens valberedning, skatteutskottet och utrikesutskottet.
Andersson är också ledamot i kommunfullmäktige i Täby kommun och har tidigare varit ordförande i stadsbyggnadsnämnden i Täby samt ledamot i Täby Fastighets AB:s styrelse.